# Nanton
Nanton és un municipi francès, situat al departament de Saona i Loira i a la regió de Borgonya - Franc Comtat. L'any 2007 tenia 566 habitants.

## Demografia

### Població
El 2007 la població de fet de Nanton era de 566 persones. Hi havia 240 famílies, de les quals 84 eren unipersonals (28 homes vivint sols i 56 dones vivint soles), 72 parelles sense fills, 76 parelles amb fills i 8 famílies monoparentals amb fills.
La població ha evolucionat segons el següent gràfic:
Habitants censats

### Habitatges
El 2007 hi havia 324 habitatges, 252 eren l'habitatge principal de la família, 53 eren segones residències i 19 estaven desocupats. 313 eren cases i 11 eren apartaments. Dels 252 habitatges principals, 201 estaven ocupats pels seus propietaris, 40 estaven llogats i ocupats pels llogaters i 11 estaven cedits a títol gratuït; 3 tenien una cambra, 26 en tenien dues, 46 en tenien tres, 76 en tenien quatre i 101 en tenien cinc o més. 196 habitatges disposaven pel capbaix d'una plaça de pàrquing. A 98 habitatges hi havia un automòbil i a 121 n'hi havia dos o més.

### Piràmide de població
La piràmide de població per edats i sexe el 2009 era:
| Homes | Edats   | Dones |
| ----- | ------- | ----- |
| 0     | 95 o +  | 0     |
| 4     | 90 a 94 | 0     |
| 0     | 85 a 89 | 0     |
| 4     | 80 a 84 | 4     |
| 12    | 75 a 79 | 24    |
| 16    | 70 a 74 | 20    |
| 20    | 65 a 69 | 12    |
| 20    | 60 a 64 | 28    |
| 4     | 55 a 59 | 20    |
| 20    | 50 a 54 | 8     |
| 24    | 45 a 49 | 28    |
| 16    | 40 a 44 | 12    |
| 20    | 35 a 39 | 4     |
| 8     | 30 a 34 | 28    |
| 20    | 25 a 29 | 4     |
| 12    | 20 a 24 | 20    |
| 0     | 15 a 19 | 20    |
| 20    | 10 a 14 | 8     |
| 8     | 5 a 9   | 8     |
| 12    | 0 a 4   | 0     |

## Economia
El 2007 la població en edat de treballar era de 338 persones, 258 eren actives i 80 eren inactives. De les 258 persones actives 230 estaven ocupades (127 homes i 103 dones) i 28 estaven aturades (12 homes i 16 dones). De les 80 persones inactives 39 estaven jubilades, 15 estaven estudiant i 26 estaven classificades com a «altres inactius».

### Ingressos
El 2009 a Nanton hi havia 247 unitats fiscals que integraven 581 persones, la mediana anual d'ingressos fiscals per persona era de 17.051 €.

### Activitats econòmiques
Dels 21  establiments que hi havia el 2007, 1 era d'una empresa alimentària, 1 d'una empresa de fabricació d'altres productes industrials, 8 d'empreses de construcció, 1 d'una empresa de comerç i reparació d'automòbils, 1 d'una empresa de transport, 1 d'una empresa d'hostatgeria i restauració, 1 d'una empresa d'informació i comunicació, 2 d'empreses immobiliàries, 1 d'una empresa de serveis i 4 d'empreses classificades com a «altres activitats de serveis».
Dels 9 establiments de servei als particulars que hi havia el 2009, 1 era una oficina de correu, 2 paletes, 1 guixaire pintor, 1 fusteria, 1 lampisteria, 1 electricista, 1 perruqueria i 1 restaurant.
L'únic establiment comercial que hi havia el 2009 era una fleca.
L'any 2000 a Nanton hi havia 20 explotacions agrícoles que ocupaven un total de 1.089 hectàrees.

## Equipaments sanitaris i escolars
El 2009 hi havia una escola elemental integrada dins d'un grup escolar amb les comunes properes formant una escola dispersa.

## Poblacions més properes
El següent diagrama mostra les poblacions més properes.